# Лібін
Лібін (фр. і валлон. Libin) — муніципалітет Валлонії, розташований у провінції Люксембург, Бельгія.
На 1 січня 2019 року муніципалітет, який охоплює 140,5 км 2, мав 5223 мешканців, що давало щільність населення 37,2 жителя на км2.
Муніципалітет складається з таких районів: Анлой, Лібін, Ошамп, Реду, Смуїд, Трансінне та Вілланс. Інші населені пункти включають: Клатер, Хамайде, Лессе, Лібін-Бас, Лібін-Аут и Сешері.
Реду відомий своїми книгарнями та розміщенням великої наземної станції Європейського космічного агентства. Також у муніципалітеті є туристична пам’ятка Європейський космічний центр, неподалік від Трансінне.